# نگهبان هفت کلید - بخش اول
نگهبان هفت کلید - بخش اول (به انگلیسی: Keeper of the Seven Keys, Pt. ۱) عنوان دومین آلبوم استودیویی گروه پاور متال آلمانی است که در ۱۹۸۷ منتشر شده‌است. این آلبوم اولین حضور مایکل کیسکه در هلووین است و به عنوان یکی از بهترین آثار این گروه نیز شناخته می‌شود. همچنین این آلبوم را تولدی برای سبک پاور متال دانسته‌اند. تک‌آهنگ «دنیای بعدی» در همین آلبوم منتشر شد و ویدوئویی نیز برای آن ساخته شد. در ابتدا گروه قصد داشت این آلبوم و آلبوم نگهبان هفت کلید - بخش دوم را به همراه هم و به صورت یک دبل آلبوم منتشر کند که با مخالفت ناشر همراه شد.

## فهرست آهنگ‌ها
| شماره | نام آهنگ                 | آهنگ‌ساز     | مدت   |
| ----- | ------------------------ | ----------- | ----- |
| ۱     | «آغاز»                   | کای هانسن   | ۱:۲۱  |
| ۲     | «من زنده‌ام»              | هانسن       | ۳:۲۳  |
| ۳     | «زمانی اندک»             | مایکل کیسکه | ۳:۵۹  |
| ۴     | «شامگاه خدایان»          | هانسن       | ۴:۲۹  |
| ۵     | «داستانی که حقیقت نداشت» | مایکل ویکاث | ۴:۴۲  |
| ۶     | «دنیای بعدی»             | هانسن       | ۴:۰۲  |
| ۷     | «هالووین»                | هانسن       | ۱۳:۱۸ |
| ۸     | «نشانه را دنبال کن»      | هانسن/ویکاث | ۱:۴۶  |

### قطعه‌های اهدایی در نسخه گردآوری شده
| شماره | نام آهنگ                 | آهنگ‌ساز     | مدت  |
| ----- | ------------------------ | ----------- | ---- |
| ۱     | «قربانی سرنوشت (۱۹۸۸)»   | هانسن       | ۷:۰۰ |
| ۲     | «نور ستاره (ضبط مجدد)»   | هانسن/ویکاث | ۴:۱۵ |
| ۳     | «زمانی اندک (نسخه دیگر)» | کیسکه       | ۳:۳۳ |
| ۴     | «هالووین (نسخه ویدئو)»   | هانسن       | ۵:۰۲ |

## رتبه‌ها
| سال  | جدول موسیقی | رتبه |
| ---- | ----------- | ---- |
| ۱۹۸۷ | بیلبورد ۲۰۰ | ۱۰۴  |

## سازندگان
- مایکل کیسکه - خواننده
- کای هانسن - گیتار، طرح کلی روی جلد
- مایکل ویکاث - گیتار
- مارکوس گروسکوپف - گیتار باس
- اینگو اشویشتنبرگ - درامز
- طرح و مدیریت و تهیه‌کننده تامی نیوتون
- کمک طرح و مدیریت و تهیه‌کننده و ضبط تامی هانسن
- طرح روی جلد از ادا و اواه کارچوفزکی